# 井口静波
井口 静波（いぐち せいは、本名：井口誠一、1898年3月15日 - 1968年6月13日）は、日本の活動弁士、漫談家である。
東京生まれ。浪花節語りから、大正時代に弁士として活動し、1926年（大正15年）に古川ロッパ、徳川夢声らとともに『ナヤマシ会』に結成に参加した。さらに、1933年（昭和8年）には、劇団「笑の王国」を旗揚げに参加した。同劇団の解散後は寄席に進出し浪花節のパロディーを得意ネタにした漫談を披露、戦後もラジオなどに出演して人気を得ていた。
また、キングレコードから発売したレコード『浪曲学校』が大評判になった。
著書に、『死闘バルシヤガル』や『ピンからキリまで』がある。妻である歌手の音丸とは、共に全国を巡業・慰問した。

## 著書
- 死闘バルシヤガル 青磁社 1942.4
- ピンからキリまで ひろば書房 1956